# Utódomra ütök
Utódomra ütök (eredeti címe Little Fockers vagy 'Meet the Parents: Little Fockers' az Egyesült Királyságban) egy 2010-es amerikai vígjáték az Apádra ütök és a Vejedre ütök folytatása. Főbb szerepekben Robert De Niro, Ben Stiller, Owen Wilson, Blythe Danner, Teri Polo, Dustin Hoffman és Barbra Streisand látható. Az első két filmet Jay Roach rendezte, aki ezúttal a film producere lett, míg a rendezői széket Paul Weitz vette át.
Az eredeti szereplők mellett a filmben újként tűnik fel Jessica Alba, Laura Dern és Harvey Keitel. 
A film eredeti bemutatója december 22-én volt, míg Magyarországon egy nappal később, december 23-án vetítették a mozikban.

## Cselekmény
|  | Alább a cselekmény részletei következnek! |

Greg Beckur feleségül vette gyönyörű barátnőjét, Pamet, és született két bájos ikergyerekük. Most Greg és Pam lázasan készülnek az ikrek ötödik születésnapi partijára, ahová természetesen meghívják az egész családot. De a dolgok ismét kezdenek kicsúszni Greg kezéből, amikor szkeptikus apósa, Jack Byrnes újra gyanakodni kezd: vajon képes-e Greg megfelelő családfővé válni? Jacknél nemrég komoly szívbetegséget állapítottak meg, ennek egyik kiváltó oka volt az a stressz, ami a kisebbik lánya, Debbie válása miatt érte őt. Az ő férje, Dr. Bob félrelépett egy ápolónővel. Jack eredetileg Dr. Bobot akarta kinevezni az utódjának a Byrnes családban, de úgy döntött, ezt a szerepet átadja Gregnek, s kinevezi őt "A keresztbekúrnak" (az eredeti változatban Godfocker). Noha Greg elfogadja a szerepet, Jack kétli, hogy a vejében megvan-e, ami a vezetéshez kell. Ráadásul kezd gyanakodni Greg hűtlenségére is, amikor meglátja őt újdonsült üzleti partnerével, Andi Garciával, aki nyíltan flörtöl vele, s felkéri Greget egy új merevedészavar elleni gyógyszer prezentálására, amely tovább fokozza Jack gyanúját arra, hogy Greg már nem vonzódik szexuálisan a nejéhez. Mindamellett Jack abban is kételkedni kezd, hogy Gerg képes-e megfelelő anyagi hátteret biztosítani a családjának, amikor nem hajlandó beíratni a gyerekeit egy magániskolába.
Egy orvosi konferencián, ahol a Greg által reklámozott gyógyszert, a Sustengót mutatják be, Greg találkozik Dr. Bobbal. Ő elmondja neki Jack eredeti szándékát, miszerint őt nevezte volna ki utódjának a "Bobapa" (az eredeti változatban Bobfather) névvel, emiatt hagyta ott eredetileg a családot, és most már sokkal boldogabb, amitől Greg kicsit kellemetlenül érzi magát. Jack eközben megpróbálja rávenni Pamet, fontolja meg, hogy elválik-e Gregtől ex-barátjáért Kevin Rawley-ért, aki Jack szerint sokkal jobb választás a lányának. Ez némi összezörrenést okoz a házastársak között. A családi indulatok egy kórházi váróban szabadulnak el, aminek következtében Greg úgy dönt, egyedül éjszakázik az új, felújításra váró házukban. Itt meglátogatja Andi, aki megpróbálja őt leitatni és részegen közeledni Greg felé. Miközben Jack Greget keresi, hogy beszéljen vele, a ház ablakán át félreérthetetlen (-nek tűnő) helyzetben találja a vejét Andi-vel, ami igencsak megdöbbenti.
Az ikrek születésnapi zsúrjára megérkeznek Greg szülei is, Bernie és Roz, de Jack szörnyen dühös Gregre, mivel azt gondolja, hogy megcsalta Pamet, és ez végül fizikai konfrontációhoz vezet közöttük. Greg látszólag hiába győzködi őt, hogy semmi sem történt az este. A verekedés hevében Jacknek újabb szívrohama lesz, és összeesik, de szerencsére Greg még időben kihívja a mentőket. Amikor a mentők beemelik Jacket a mentőkocsiba, halkan megsúgja Gregnek, hogy tudja, hogy az igazat mondta, mivel a nyaki verőere stabilan lüktettet, amikor mentegetőzött. Belátja, hogy tévedett vele kapcsolatban, és büszkén nevezi ki őt a család vezetőjének, Greg Beckur néven.
Négy hónappal később, karácsony napján, a Byrnes-Beckur család újra összegyűlik, immár Greg és Pam új házában, hogy együtt ünnepeljenek. Greg zsidó szülei egy kipát ajándékoznak Jacknek, mivel lenyomozták a származását, s kiderült, hogy Jack harmincketted részben szintén az. Ezután "remek" hírt közölnek: Chicagóba költöznek, sőt már meg is vették az utcában a szomszédos házat, a sajátjukat pedig eladták Floridában. Ekkor Jack és Dina szintén úgy döntenek, hogy ideköltöznek, mire Greg és Pam megpróbál mindenkit lebeszélni erről az ötletről.
A film végén, miután Jack visszatért az otthonába, Long Islandba, ő és szobacicája, Malőr megnéznek egy videót a YouTube-on, amiben Greg a Sustengo-konferencián beszélt Jackről és a vele tapasztalt különös viselkedéséről. A videóból még egy remix változat is készült, amelyet végignézve Jack fejcsóválva így kommentál: „A keresztbekúr”.
|  | Itt a vége a cselekmény részletezésének! |

## Szereplők
| Szereplő               | Színész          | Magyar hang      |
| ---------------------- | ---------------- | ---------------- |
| Jack Byrnes            | Robert De Niro   | Reviczky Gábor   |
| Shagilan "Greg" Beckur | Ben Stiller      | Lippai László    |
| Kevin Rawley           | Owen Wilson      | Crespo Rodrigo   |
| Pamela Byrnes-Beckur   | Teri Polo        | Haumann Petra    |
| Bernie Beckur          | Dustin Hoffman   | Tahi Tóth László |
| Rozalin Beckur         | Barbra Streisand | Kovács Nóra      |
| Andi Garcia            | Jessica Alba     | Gubás Gabi       |
| Dina Byrnes            | Blythe Danner    | Ráckevei Anna    |
| Proudence Simmons      | Laura Dern       | Götz Anna        |
| Randy Weir             | Harvey Keitel    | Barbinek Péter   |

## Produkció
A film hivatalos forgatása 2009 júliusában kezdődött meg.